# Žitara vas
Žitara vas (nemško Sittersdorf) je dvojezična občina v okraju Velikovec na avstrijskem Koroškem. Ima 2.064 prebivalcev po popisu iz leta 2011. Največje naselje v občini so Vinogradi.

## Geografija

### Geografiski položaj
Občina Žitara vas se nahaja na južnem robu Podjune ter na severnih obronkih Karavank. Glavni kraj Žitara vas je oddaljen od avstrijsko-slovenske meje le 10 km zračne linije. Skozi občino tečeta reka Bela in Suški potok. Največji jezeri sta Goselinjsko jezero (nem. Gösselsdorfer See) ter umetno Ženeško jezero (nem. Sonnegger See).

### Struktura občine
Žitara vas je razdeljena v šest katastrskih občin: Goriče (Goritschach), Stara vas (Altendorf), Ženek (Sonnegg), Žitara vas (Sittersdorf), Rikarja vas (Rückersdorf) in Proboj (Proboi). 
Občina je sestavljena iz sledečih vasi in zaselkov (v oklepaju z nemškimi ustreznicami in s številom prebivalstva, stanje 2001):
| - Banja vas (Pfannsdorf) (95) - Breg (Rain) (25) - Breznica (Wrießnitz) (10) - Dobrava (Hart) (20) - Dule (Dullach) (14) - Plaznica (Blasnitzenberg) (25) - Goriče (Goritschach) (182) - Kršna vas (Kristendorf) (52) - Homeliše (Homelitschach) (7) | - Jeriše (Jerischach) (42) - Kot (Winkel) (5) - Malpače (Kleinzapfen) (71) - Miklavčevo (Miklauzhof) (55) - Mlinče (Müllnern) (129) - Pogrče (Pogerschitzen) (31) - Polane (Polena) (34) - Proboj (Proboi) (117) - Rikarja vas (Rückersdorf) (166) | - Sele (Sielach) (200) - Stara vas (Altendorf) (105) - Tihoja (Tichoja) (40) - Vijasce (Wigasnitz) (12) - Vinogradi (Weinberg) (333) - Zagorje (Sagerberg) (58) - Zgornje Vinare (Obernarrach) (63) - Žitara vas (Sittersdorf) (178) - Ženek (Sonnegg) (36) |

Sama Žitara vas je sestavljena iz velikega števila komajda povezanih zaselkov. Poleg osrednjega kraja so zlasti Sele in Vinogradi del osrednjega področja. Stara ljudska šola je bila povsem obnovljena. V njej je bil dolga leta ravnatelj znameniti Franc Kukovica, ki se je zlasti zavzemal za dvojezične napise znotraj šole. Tudi otroški vrtec je dvojezičen.

## Zgodovina
Cerkev sv. Helene v Žitari vasi je bila omenjena v neki listini leta 1154. Za slovensko kulturno zgodovino zlasti pomembna je tudi poslikava iz konca 19. stoletja, delo furlanskega potujočega slikarja Jakoba Brolla, ki je naslikal zlasti številne slike na slovenskem Štajerskem in Koroškem oz. Celovškem polju v današnji občini Štalenska gora.
Na Ženeškem gradu, ki so ga Vovbrški grofje zgradili v 13. stoletju je bil sedež podeželnega sodišča v Podjuni. Grad se prvič omenja leta 1267. Grb Ženeških grofov je danes vključen v občinski grb. Grad so imeli v lasti do 16. stoletja, kasneje je družina Ungnad povečala poslopje, ki je leta 1639 prešlo v last rodbine Orsini-Rosenberg.
O drugem gradu v občini, ki se je nekoč nahajal južno od Šentlipša, na griču Gradiše, ne vemo skoraj ničesar. Ostanki zidov dajejo misliti, da je tu bil grad "Juno" ali "Kršna vas".
Od zgodnjega novega veka je Žitara vas znana po svojih vinogradih, ki so dali domačemu slovenskemu društvu Trta svoje ime. 
Leta 1850 je bila ustanovljena novodobna občina Žitara vas, že leta 1865 pa je bila priključena občini Dobrla vas, vendar zopet osamosvojena šest let kasneje. Leta 1944 je bila priključena nekdanja občina Rikarja vas, leta 1973 pa tudi deli občine Železna Kapla.

## Prebivalstvo
Po ljudskem štetju 2001 ima občina 2.127 prebivalcev, od teh se jih je skoraj 20% izreklo za Slovence.
Večji del je rimokatoliške veroizpovedi, fara je dvojezična.

## Kultura in znamenitosti
- Župnijska cerkev sv. Helene v Žitari vasi
- razvaline Ženeškega gradu
- Dvorec Ženek
- Slovensko kulturno društvo "SPD Trta" (http://www.trta.at/)

- Župnijska cerkev sv. Helene
- Razvaline Ženeškega gradu
- Dvorec Ženek

## Znane osebnosti
- Franc Kukovica, direktor osnovne šole in narodni prebuditelj
- Angelika Mlinar, slovenska in avstrijska političarka, evropska poslanka
- Franc Petek, slovenski politik, rojen v Stari vasi.